# Chiesa di San Michelino
La chiesa di San Michelino sorge nel terziere del duomo di Pescia, comune e diocesi di Pescia, provincia di Pistoia.

## Storia e descrizione
Si trova seminascosta dietro il monastero quattrocentesco di Santa Chiara, oggi seminario vescovile, nel cui recinto fu inclusa già in epoca rinascimentale. Popolarmente, per l'aspetto vetusto, viene detta "duomo vecchio" e un filone di eruditi locali avvalorò tale tesi, sostenendo che fosse la più antica chiesa di Pescia, fondata in epoca longobarda. In realtà, ricerche più approfondite hanno dimostrato che il più vecchio edificio sacro di Pescia sia proprio la Cattedrale, già Pieve di Santa Maria, risalente al X secolo. Questo piccolo edificio risale a due secoli più tardi.
La chiesetta conserva l'originario paramento romanico, un'unica navata suddivisa in due campate con volta a botte, un portale molto sobrio, dove si possono decifrare delle antiche iscrizioni. L'interno è spoglio, è stato restaurato nei primi anni 2000 dopo anni di chiusura. Nella piccola abside, si possono decifrare i resti di un affresco della fine del XV secolo, raffigurante san Bernardino da Siena.